# Faubourg de Noyon (Amiens)
Le Faubourg de Noyon  situé à l'est du centre-ville d'Amiens à proximité de la gare du nord, limité au sud par les boulevards extérieurs à l'ouest par la rue Saint-Fuscien et la place Joffre, au nord par les boulevards intérieurs et à l'est par les installations ferroviaires.

## Histoire
Au Moyen Age, le faubourg de Noyon était situé à l'extérieur des remparts de la ville, le long de l'ancienne voie romaine reliant Amiens à Noyon.
Au lieu-dit « Le Blamont », fut créé un cimetière, à la fin du XVIIIe siècle. Ce cimetière fut désaffecté entre 1826 et 1829. En 1833, une magnanerie s'installa sur le terrain mais le succès ne fut pas au rendez-vous, en 1841, semble-t-il l'activité cessa
Le quartier connut son expansion avec l'arrivée du chemin de fer, au milieu du XIXe siècle. A proximité de la gare du Nord, se trouvait une usine de tissage de velours d'Utrecht, dont la ville d'Amiens avait l'exclusivité jusqu'à la fin du XXe siècle et la désindustrialisation.

## Morphologie du quartier
La partie basse du quartier autour de la rue Vulfran Warmé, proche de la gare du Nord, est appelé quartier Sainte-Anne, du nom de l'église qui s'y trouve.
Le quartier est structuré par un axe majeur, la rue Jules Barni qui prolongée par la chaussée Jules Ferry dans le quartier Saint-Acheul relie Amiens et Longueau. Il était habité jusque dans la seconde moitié du XXe siècle par un nombre important de cheminots.
L'essentiel de l'habitat est composé de maisons individuelles en brique de type « amiénoise » avec quelques immeubles d'habitat collectif. La proximité  du centre-ville et la densité de la population a permis l'installation de commerces de détail, de services marchands ou administratifs, d'établissements scolaires maternelles, primaires et secondaires, publics et privés. Certains de ces établissements : grand séminaire, Bon Pasteur ont été reconvertis à la fin du XXe siècle en établissements de services culturels. Un parc public a été aménagé dans les jardins d'un ancien couvent.